# Andreas Scholl

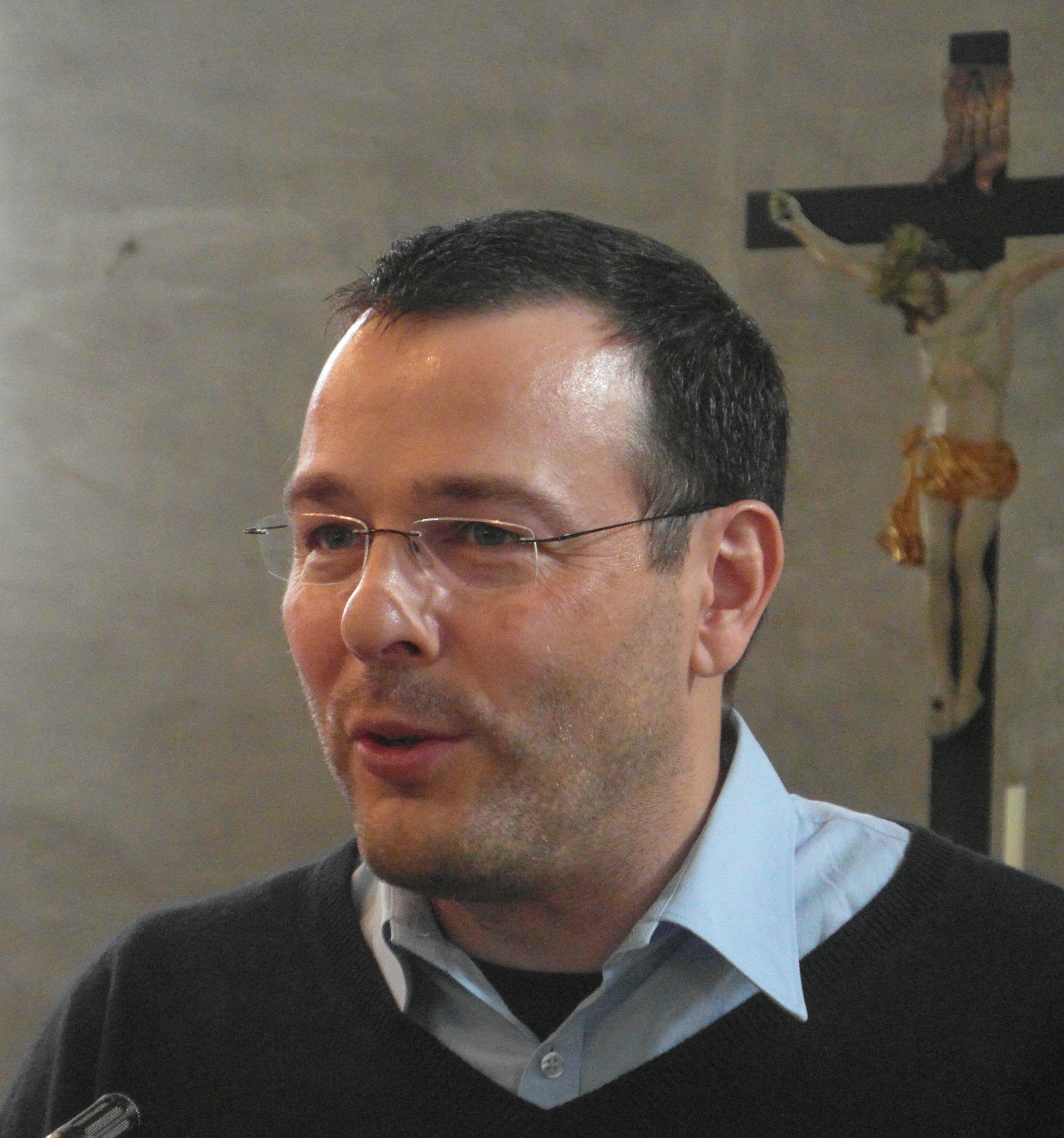
Andreas Scholl in 2013

Andreas Scholl (Eltville am Rhein, 10 november 1967) is een bekende contratenor. Hij is gespecialiseerd in barokmuziek. Zijn repertoire is te vergelijken met dat van Senesino, een alto-castraat uit de 18e eeuw, die vooral in opera's van Händel zong. In 2005 was Scholl de eerste contratenor (en de enige Duitser) die werd uitgenodigd om solo te zingen tijdens The Last Night of the Proms in Londen.

## Jeugd[1]
Andreas groeide in het plaatsje Kiedrich op in een muzikale familie. Zijn ouders zongen beiden in een koor, zijn broer Johannes is een amateur-bariton en zijn zus Elisabeth is een bekende sopraan. Zijn tweede zus, Christine, was een contra-alt. Zij overleed toen ze in de twintig was.
Andreas groeide op naast de kerk van Kiedrich. Daar ging hij op 7-jarige leeftijd bij het Gregoriaanse jongenskoor van Kiedrich. Het koor is zeer oud. Het werd al in 1333 in documenten genoemd.
Op 13-jarige leeftijd zong Andreas als tweede knaap (Elisabeth zong als eerste knaap) in de opera Die Zauberflöte van Mozart in het staatstheater van Wiesbaden. Hetzelfde jaar ging Andreas, samen met 20.000 andere koorzangers, naar het Pueri Cantores festival in Rome. Andreas werd op dat festival uitgekozen om solo te zingen tijdens de mis, waar ook Paus Johannes Paulus II bij aanwezig was.
In 1986 speelde Andreas, samen met zijn mede koorleden, een bijrol in de film The Name of the Rose, met in de hoofdrol Sean Connery. Hij speelde daarin een jonge monnik. De film werd gedeeltelijk opgenomen in het klooster van Eberbach, vlak bij Kiedrich.

## Opleiding
Andreas was 17 toen hij voor de keus werd gesteld waar hij moest studeren. Hij had twee opties: het conservatorium van Londen, en de muziekacademie van Bazel, die gespecialiseerd is in oude muziek. Scholl koos voor Bazel. Eerst stuurde Scholl een demo tape op naar René Jacobs, in de hoop om toegelaten te worden. Dat was namelijk een probleem, want Scholl kon niet zichtlezen en miste basisvaardigheden. Omdat Scholl zo'n groot talent had, mocht hij het proberen door voor een commissie iets van Schubert te zingen. Scholl werd hierna aangenomen.
Violiste Chiara Banchini en sopraan Emma Kirkby waren van grote invloed tijdens zijn opleiding. In die tijd ging Scholl zich specialiseren in barokmuziek. Aan het einde van zijn opleiding kreeg Scholl niet alleen zijn diploma Oude Muziek, maar ontving hij onder meer ook prijzen van de Raad van Europa, en de Claude Nicolas Ledoux stichting. Andreas Scholl begon zijn carrière toen hij begin 1993 René Jacobs in Parijs verving, om daar op Goede Vrijdag de Johannes-Passion van Bach te zingen. In 1990 had hij zijn leraar Jacobs al eens eerder vervangen, voor een uitvoering van werk van de Deens-Duitse componist Dietrich Buxtehude (1637-1707).

## Opera
Scholl weigert zichzelf te omschrijven als een operazanger. Hij ziet zichzelf meer als een zanger die ook in opera's zingt. Zijn grootste rollen in de opera, waren geschreven voor Senesino, een zanger uit de 18e eeuw. Zo speelde Scholl Bertarido in Händels Rodelinda op het opera festival in Glyndebourne in 1998, 1999, 2002. Deze rol speelde hij ook in The Metropolitan Opera.
In een andere opera van Händel, Giulio Cesare, speelde Scholl de rol van Julius Caesar. In 2008 speelde Scholl de rol van Arsace in Händels Partenope voor de Koninklijke Deense Opera.
Scholl speelt niet alleen in opera's. Hij schrijft ook muziek voor theater en ballet in zijn eigen studio in Bazel. Zijn complete oeuvre is zeer omvangrijk.

## Samenwerking
Scholl heeft met heel wat grootheden uit de barokmuziek samengewerkt. Enkele van de belangrijkste namen zijn:
- Jos van Veldhoven
- Ton Koopman
- René Jacobs
- John Eliot Gardiner
- Philippe Herreweghe
- Christopher Hogwood
- Robert King
- Roger Norrington
- Christophe Rousset

Sinds 2007 maakt hij ook muziek als helft van het duo Scholl/Halperin, samen met zijn echtgenote, de Israëlische pianiste Tamar Halperin. Ze tourden met The Family Songbook, een combinatie van geluiden uit het Midden-Oosten en klassieke Westerse kinderliedjes. In 2018 verscheen dit project op cd bij het platenlabel Berlin Classics. Eind 2019 en begin 2020 tourde het echtpaar met Twilight People, een liedrecital over de overgang van licht naar donker en van leven naar dood. Het programma bevatte liederen van Aaron Copland, Ralph Vaughan Williams, Alban Berg, Benjamin Britten, Arvo Pärt, afgewisseld met pianocomposities van John Cage. Scholl en Halperin brachten dit programma onder meer in Het Concertgebouw te Amsterdam en deSingel in Antwerpen.

### Albums
| Album met eventuele hitnotering(en) in de Nederlandse Album Top 100 | Datum van verschijnen | Datum van binnenkomst | Hoogste positie | Aantal weken | Opmerkingen               |
| ------------------------------------------------------------------- | --------------------- | --------------------- | --------------- | ------------ | ------------------------- |
| Bach cantatas                                                       | 06-01-2012            | 11-02-2012            | 26              | 5            | met Kammerorchester Basel |

| Album met hitnotering(en) in de Vlaamse Ultratop 200 albums | Datum van verschijnen | Datum van binnenkomst | Hoogste positie | Aantal weken | Opmerkingen               |
| ----------------------------------------------------------- | --------------------- | --------------------- | --------------- | ------------ | ------------------------- |
| Arias for senesino                                          | 2005                  | 24-09-2005            | 80              | 3            |                           |
| O solitude - Purcell                                        | 05-11-2010            | 04-12-2010            | 45              | 5            | met Accademia Bizantina   |
| Bach cantatas                                               | 2012                  | 28-01-2012            | 54              | 8            | met Kammerorchester Basel |

## Prijzen
- 1996: Baroque Vocal Prize
- 1999: Prix de l'Union de la Presse Musicale Belge
- 1999: Echo muziekprijs
- 2001: Edison
- 2002: Edison
- 2005: Echo muziekprijs
- 2009: Europese cultuurprijs

## Trivia
- Andreas Scholl spreekt goed Nederlands. Hij leerde de taal rond 1988 toen hij een Nederlandse geliefde had.[9] In de jaren daarna werkte hij vaak samen met Nederlandstalige dirigenten zoals Philippe Herreweghe en Ton Koopman, met wie hij Nederlands spreekt. Op 4 januari 2020 presenteerde hij het NPO Radio 4-programma Een goedemorgen met..., twee uur lang in het Nederlands.